# Refugio Cristo Redentor
El refugio Cristo Redentor es un refugio antártico ubicado en la entrada oeste a la bahía Duse de la península Trinidad.  Es administrado por el Ejército Argentino y fue inaugurado el 25 de mayo de 1955.

## Características
Es uno de los 18 refugios que se hallan bajo responsabilidad de la base Esperanza, que se encarga de las tareas de mantenimiento y cuidado. El refugio se halla a 30 kilómetros de la base Esperanza. Fue construido en las inmediaciones de la Base V construida por el Reino Unido el 3 de junio de 1953 y transferida a Chile el 29 de julio de 1996, que la denomina refugio General Jorge Boonen Rivera.
Ha sido utilizado en algunas campañas científicas argentinas y patrullajes de rutina. Las principales observaciones científicas realizadas son la geología y topografía de la zona, el hielo marino y las focas cangrejeras (Lobodon carcinophagus) y de Weddell (Leptonychotes weddellii).
Entre septiembre de 1956 y enero de 1957, el sargento ayudante Domingo Ávila y el sargento Telmo Buonomo, oficiando como comisionados en la zona del refugio, quedaron aislados al descongelarse prematuramente el mar en la bahía Duse. Sobrevivieron durante cuatro meses hasta su rescate por un helicóptero del rompehielos ARA General San Martín.
A comienzos de la década de 1960 consistía de una construcción de madera con capacidad para 4 personas, con un generador y una estación de radio. Tenía provisiones para tres personas durante seis meses.
En 1999, en las cercanías del refugio, se halló un punto trigonométrico metálico del Instituto Geográfico Militar utilizado para elaborar cartas topográficas del área en escala 1:500.000. Dicho elemento se expone en el museo de la Base Esperanza junto con textos y fotografías del refugio.
Actualmente posee capacidad para 12 personas, víveres para dos meses, combustible, gas y botiquín de primeros auxilios.